# Wahlkreis Ferrara (Camera dei deputati)
Der Wahlkreis Ferrara ist seit 2017 ein Wahlkreis (italienisch collegio elettorale) für die Wahl der Abgeordnetenkammer.

## Von 2017 bis 2020

### Wahlkreisgebiet
Der Wahlkreis umfasste  Gemeinden: 

### Wahlergebnisse

#### Parlamentswahl 2018
| Kandidaten               | Kandidaten          | Stimmen | %    | Listen                                      | Stimmen | %    |
| ------------------------ | ------------------- | ------- | ---- | ------------------------------------------- | ------- | ---- |
|                          | Maura Tomasigewählt | 65.286  | 39,7 | Lega                                        | 40.748  | 24,8 |
| Forza Italia             | Maura Tomasigewählt | 65.286  | 39,7 | 18.378                                      | 11,2    |      |
| Fratelli d’Italia        | Maura Tomasigewählt | 65.286  | 39,7 | 5.489                                       | 3,3     |      |
| Noi con l’Italia – UDC   | Maura Tomasigewählt | 65.286  | 39,7 | 671                                         | 0,4     |      |
|                          | Dario Franceschini  | 47.978  | 29,1 | Partito Democratico                         | 40.738  | 24,7 |
| +Europa                  | Dario Franceschini  | 47.978  | 29,1 | 4.745                                       | 2,9     |      |
| Civica Popolare          | Dario Franceschini  | 47.978  | 29,1 | 1.337                                       | 0,8     |      |
| Italia Europa Insieme    | Dario Franceschini  | 47.978  | 29,1 | 1.158                                       | 0,7     |      |
|                          | Marco Falciano      | 40.739  | 24,8 | Movimento 5 Stelle                          | 40.739  | 24,8 |
|                          | Irene Bregola       | 5.556   | 3,4  | Liberi e Uguali                             | 5.556   | 3,4  |
|                          | Giovanni Tavassi    | 1.518   | 0,9  | Potere al Popolo!                           | 1.518   | 0,9  |
|                          | Pier Giacomo Taddei | 1.104   | 0,7  | CasaPound Italia                            | 1.104   | 0,7  |
|                          | Marco Centineo      | 894     | 0,5  | Italia agli Italiani (FT – FN)              | 894     | 0,5  |
|                          | Emanuela Biagi      | 761     | 0,5  | Il Popolo della Famiglia                    | 761     | 0,5  |
|                          | Valeria Bartolotti  | 475     | 0,3  | Per una Sinistra Rivoluzionaria (SCR – PCL) | 475     | 0,3  |
|                          | Federico Messina    | 289     | 0,2  | Partito Repubblicano Italiano – ALA         | 289     | 0,2  |
| Gesamt                   | Gesamt              | 164.600 | 100  |                                             | 164.600 | 100  |
|                          |                     |         |      |                                             |         |      |
| Ungültige Stimmen        | Ungültige Stimmen   | 5.139   | 3,0  |                                             |         |      |
| Wähler                   | Wähler              | 169.739 | 78,2 |                                             |         |      |
| Wahlberechtigte          | Wahlberechtigte     | 217.164 |      |                                             |         |      |
|                          |                     |         |      |                                             |         |      |
| Quelle: Innenministerium |                     |         |      |                                             |         |      |

## Seit 2020

### Wahlkreisgebiet
| Wahlkreise – Camera dei deputati – Emilia-Romagna | Wahlkreise – Camera dei deputati – Emilia-Romagna | Wahlkreise – Camera dei deputati – Emilia-Romagna                          |
| Provinz                                           | Provinz                                           | Gemeinden nach Provinzen ⮞ Wahlkreis                                       |
| ------------------------------------------------- | ------------------------------------------------- | -------------------------------------------------------------------------- |
|                                                   | Metropolitanstadt Bologna (55 Gemeinden)          | 1 ⮞ Wahlkreis Bologna 32 ⮞ Wahlkreis Imola 22 ⮞ Wahlkreis Carpi            |
|                                                   | Provinz Ferrara (21 Gemeinden)                    | alle ⮞ Wahlkreis Ferrara                                                   |
|                                                   | Provinz Forlì-Cesena (30 Gemeinden)               | alle ⮞ Wahlkreis Forlì                                                     |
|                                                   | Provinz Modena (47 Gemeinden)                     | 28 ⮞ Wahlkreis Modena 12 ⮞ Wahlkreis Carpi 7 ⮞ Wahlkreis Imola             |
|                                                   | Provinz Parma (44 Gemeinden)                      | 36 ⮞ Wahlkreis Parma 8 ⮞ Wahlkreis Piacenza                                |
|                                                   | Provinz Piacenza (46 Gemeinden)                   | alle ⮞ Wahlkreis Piacenza                                                  |
|                                                   | Provinz Ravenna (18 Gemeinden)                    | alle ⮞ Wahlkreis Ravenna                                                   |
|                                                   | Provinz Reggio Emilia (42 Gemeinden)              | 37 ⮞ Wahlkreis Reggio nell’Emilia 3 ⮞ Wahlkreis Modena 2 ⮞ Wahlkreis Parma |
|                                                   | Provinz Rimini (27 Gemeinden)                     | alle ⮞ Wahlkreis Rimini                                                    |

Der Wahlkreis umfasst alle 21 Gemeinden der Provinz Ferrara.

### Wahlergebnisse

#### Parlamentswahl 2022
| Kandidaten                          | Kandidaten              | Stimmen | %    | Listen                                                  | Stimmen | %    |
| ----------------------------------- | ----------------------- | ------- | ---- | ------------------------------------------------------- | ------- | ---- |
|                                     | Mauro Malagutigewählt   | 85.861  | 47,7 | Fratelli d’Italia                                       | 54.501  | 30,3 |
| Lega per Salvini Premier            | Mauro Malagutigewählt   | 85.861  | 47,7 | 18.635                                                  | 10,4    |      |
| Forza Italia                        | Mauro Malagutigewählt   | 85.861  | 47,7 | 11.646                                                  | 6,5     |      |
| Noi Moderati                        | Mauro Malagutigewählt   | 85.861  | 47,7 | 1.079                                                   | 0,6     |      |
|                                     | Paola Boldrini          | 54.744  | 30,4 | Partito Democratico – Italia Democratica e Progressista | 42.764  | 23,8 |
| Alleanza Verdi e Sinistra           | Paola Boldrini          | 54.744  | 30,4 | 6.268                                                   | 3,5     |      |
| +Europa                             | Paola Boldrini          | 54.744  | 30,4 | 5.059                                                   | 2,8     |      |
| Impegno Civico – Centro Democratico | Paola Boldrini          | 54.744  | 30,4 | 653                                                     | 0,4     |      |
|                                     | Andrea Zerbini          | 15.324  | 8,5  | Movimento 5 Stelle                                      | 15.324  | 8,5  |
|                                     | Francesco Badia         | 12.716  | 7,1  | Azione – Italia Viva                                    | 12.716  | 7,1  |
|                                     | Caterina Barboni        | 3.745   | 2,1  | Italexit per l’Italia                                   | 3.745   | 2,1  |
|                                     | Aurelio Zenzaro         | 2.226   | 1,2  | Italia Sovrana e Popolare                               | 2.226   | 1,2  |
|                                     | Stefania Soriani        | 1.807   | 1,0  | Unione Popolare                                         | 1.807   | 1,0  |
|                                     | Costanza Re             | 1.747   | 1,0  | Vita                                                    | 1.747   | 1,0  |
|                                     | Immacolata D’Alessandro | 1.426   | 0,8  | Partito Animalista – UCDL – 10 Volte Meglio             | 1.426   | 0,8  |
|                                     | Francesca Castellana    | 172     | 0,1  | Sud chiama Nord                                         | 172     | 0,1  |
|                                     | Zahid Iqbal             | 132     | 0,1  | Noi di Centro – Europeisti                              | 132     | 0,1  |
| Gesamt                              | Gesamt                  | 179.900 | 100  |                                                         | 179.900 | 100  |
|                                     |                         |         |      |                                                         |         |      |
| Ungültige Stimmen                   | Ungültige Stimmen       | 7.907   | 4,2  |                                                         |         |      |
| Wähler                              | Wähler                  | 187.807 | 70,1 |                                                         |         |      |
| Wahlberechtigte                     | Wahlberechtigte         | 268.077 |      |                                                         |         |      |
|                                     |                         |         |      |                                                         |         |      |
| Quelle: Innenministerium            |                         |         |      |                                                         |         |      |